# بلينيوس الأصغر
جايوس بلينيوس كاسيليوس الثاني المولود باسم جايوس كاسيليوس أو جايوس كاسيليوس سيلو (61 – 112 تقريبًا) المشهور باسم بلينيوس الأصغر هو محام ومؤلف وقاض روماني. نشأ وتعلم على يدي عمه بلينيوس الأكبر. وشهدا معا ثوران فيزوف في 24 أغسطس 79 م.
كتب بلينيوس المئات من الرسائل التي لا زال بعضها باقيًا تعد الآن من المصادر التاريخية لتلك الفترة، بعضها كان موجهًا لأباطرة تلك الفترة والبعض إلى نبلاء أمثال المؤرخ تاسيتس. عمل بلينيوس كقاض في عهد تراجان. كان بلينيوس رجلاً صادقًا ومعتدلاً، شغل العديد من المناصب المدنية والعسكرية. كما كان صديقًا للمؤرخ تاسيتس.

## روابط خارجية
- بلينيوس الأصغر على موقع الموسوعة البريطانية (الإنجليزية)
- بلينيوس الأصغر على موقع ميوزك برينز (الإنجليزية)
- بلينيوس الأصغر على موقع إن إن دي بي (الإنجليزية)
- بلينيوس الأصغر على موقع ديسكوغز (الإنجليزية)